# Meloe nebulosus
Meloe nebulosus es una especie de coleóptero de la familia Meloidae.

## Distribución geográfica
Habita en Chihuahua (México).